# Nodaria assimilata
Nodaria assimilata là một loài bướm đêm trong họ Noctuidae.